# اسکای‌اکسپرس ایرلاین
اسکای‌اکسپرس ایرلاین (به انگلیسی: Skyxpress Airline) یک شرکت هواپیمایی است. دفتر مرکزی اسکای‌اکسپرس ایرلاین در کلگری، آلبرتا، کانادا واقع شده‌است.